# Интерпретација
Реч интерпретација (фр. interprétation, енг. interprétation) потиче из латинског језика и значи тумачење, извођење, излагање.
У музици интерпретација је начин на који инструменталиста, певач или диригент тумачи, излаже-изводи музичко дело. Други назив за интерпретацију био би извођење.
Добра интерпретација је музикално извођење музичког дела од стране интерпретатора слушаоцу, поштујући стилске карактеристике дела, композиторове замисли и захтеве који пишу у нотном тексту (ако је композитор музички образован): темпо, агогика, динамика, артикулација, фразирање итд. Све су то нијансе које омогућују богатије излагање музичког материјала, мада се не могу дословно записати нотним писмом. 
Интерпретатор у интерпретацију уноси своје схватање музичког комада и свој доживљај (емотивни набој).
Врхунски уметници имају врхунске интерпретације.